# 時衆研究
『時衆研究』（じしゅうけんきゅう）は、中世時衆について研究する学術雑誌。

## 沿革
1962年12月、金井清光による謄写版の私家版から始まり、55号以降は大橋俊雄により時宗文化研究所を発行元とした。隔月刊行で1984年5月、100号にて終了した。

## 所蔵情報
佛教大学図書館は全巻を所蔵している。藤沢市文書館は、原本の不足分を大橋個人蔵からのコピー版によって補い、全巻を揃えている。金井執筆分は『一遍と時衆教団』（角川書店、1975年）などに所収。